# Олексий Резников
Олексий Юриевич Резников (на украински: Олексій Юрійович Резніков, роден на 18 юни 1966 г.) е украински политик и юрист, министър на отбраната на Украйна от 4 ноември 2021 г. до 5 септември 2023 г.
Заместник министър-председател – министър на реинтеграцията на временно окупираните територии (2020 – 2021 г.), заместник-ръководител на Киевската градска държавна администрация (2016 – 2018 г.), заместник-кмет – секретар на Киевския градски съвет (2014 – 2015 г.).

## Биография
Олексий Резников е роден през 1966 г. в Лвов. След като завършва училище, през 1984 – 1986 г. отбива военната си служба в парашутните войски на Въоръжените сили на СССР. През 1986 – 1991 г., след като отбива военната си служба, учи в Юридическия факултет на Държавния университет „Иван Франко“ в Лвов. Завършва право с отличие.

### Работни дейности
Резников започва да работи преди да постъпи в армията: от 1983 до 1984 г. работи в ПО „Кинетоскоп“ като оператор на фрезови машини. По време на последната си година в университета Резников работи като медицинска сестра на непълно работно време в областната болница в Лвов, а след следването си е съосновател, а след това и директор на брокерската компания Galicia Securities.
През 1994 г. Резников получава адвокатско свидетелство и започва да гради кариера като юрист. От 1999 до 2002 г. е заместник-председател на Центъра за развитие на украинското право в Киев. По същото време, през 2000 г., той създава компанията „Резников“ (по-късно известна като „Резников, Власенко и партньори“, а след сливането с адвокатската кантора „Магистър и партньори“ – „Магистърс“).
Преподавал е в школата за адвокати на Резников. Разработва програми за обучение и провежда майсторски класове за млади юристи в университетите в Киев и Лвов, както и в Международния университет „Соломон“.
Работил е като правен съветник и адвокат. Благодарение на това Резников има широк кръг от връзки и познанства. Сред клиентите му са Виктор Юшченко, Александър Роднянски, Борис Фуксман, Савик Шустер, Владимир Гусински, DCH Group на Олександър Ярославски, Interpipe Corporation, Arcelor Mittal Kryvyi Rih, FC Metalist и др.

### Политическа дейност
През 2004 г. Резников, заедно със своя партньор Сергей Власенко, който е съюзник на Юлия Тимошенко, представлява интересите на кандидата за президент на Украйна Виктор Юшченко пред Върховния съд. В резултат на изслушванията вторият тур на президентските избори през 2004 г. е обявен за невалиден.
През 2008 г. Резников е избран за депутат в Киевския градски съвет от шестото събрание от блока на Николай Катеринчук и работи в Комисията по правоприлагане, нормативна уредба и депутатска етика.
През 2014 г. отново е избран за член на Градския съвет на Киев, където оглавява комисията за възстановяване на правата на реабилитираните. На 19 юни 2014 г. Резников е избран за заместник на кмета Виталий Кличко – секретар на Киевския градски съвет.
През 2015 г. става съветник на Кличко по реформите в местното самоуправление (безвъзмездно) и заместник-председател на Съвета за борба с корупцията към кмета на Киев, както и ръководител на украинската делегация на Конгреса на местните и регионалните власти на Съвета на Европа.
От 21 март 2016 г. до 6 септември 2018 г. е заместник-председател на Киевската градска държавна администрация по въпросите на самоуправлението. Той има широк спектър от правомощия и отговорности в областта на образованието, културата, социалното осигуряване, туризма и рекламата. Той е уволнен по взаимно съгласие, но остава съветник на Кличко за развитието на Киев.
Благодарение на познанството си с ръководителя на канцеларията на президента Андрий Ермак Резников се присъединява към екипа на „Слуга на народа“
През 2019 г. президентът Володимир Зеленски назначава Резников за представител на Украйна в Тристранната контактна група за мирно уреждане на ситуацията в Източна Украйна. По-късно той става първи заместник-ръководител на украинската делегация.
На 4 март 2020 г. Върховната рада гласува за назначаването на Олексий Резников за заместник министър-председател и министър на реинтеграцията на временно окупираните територии. Малко по-късно той става член на Съвета за национална сигурност и отбрана на Украйна.
През юни 2020 г. Резников се присъединява и към Националния съвет за реформи, който се председателства от държавния глава.
В началото на ноември 2021 г. Върховната рада освобождава Резников от поста първи вицепремиер и министър на реинтеграцията на временно окупираните територии и го назначава за министър на отбраната.
На 3 септември 2023 г. Володимир Зеленски обявява, че Рустем Умеров ще замени Резников като министър на отбраната. Умеров заема този пост 3 дни по-късно.